# راغنفالد إيفرسن
راغنفالد إيفرسن (بالنرويجية البوكمول: Ragnvald Iversen)‏ هو لغوي وبروفيسور نرويجي، ولد في 18 يناير 1882 في ترومسو في النرويج، وتوفي في 21 أغسطس 1960.